# Paul Rochester
Paul Rochester (Lansing, 15 de julho de 1938 – 9 de junho de 2020) foi um jogador profissional de futebol americano estadunidense.

## Carreira
Foi campeão do Super Bowl III jogando pelo New York Jets.

## Morte
Em 9 de junho de 2020, os Jets divulgaram que o jogador morreu aos 81 anos.